# جوئل برتوتی پادیلا
جوئل برتوتی پادیلا (به پرتغالی: Joel Bertoti Padilha) مدافع اهل برزیل است که در شهر Torres, Rio Grande do Sul و در تاریخ ۲۴ ژوئیهٔ ۱۹۸۰ به دنیا آمده‌است.
جوئل برتوتی پادیلا در تیم‌های فوتبال Esportivo سابقهٔ حضور دارد.